# Štadión Pasienky
Štadión Pasienky är en multiarena i Bratislava, Slovakien. Arenan används främst för fotbollsmatcher och är hemmaarena för FK Inter Bratislava, och sedan 2010 även Slovan Bratislava.. Arenan har plats för 13 295 besökare.

### Fotnoter
1. ↑  ”Slovan Bratislava Stadium”. http://www.skslovan.com/index.php?context=19. Läst 16 september 2011.